# Nguyễn Phú Trọng
Nguyễn Phú Trọng (Hanoi, 14 april 1944 – aldaar, 19 juli 2024) was een Vietnamees politicus. Vanaf 2011 was hij secretaris-generaal van de Communistische Partij van Vietnam (CPV) en van 2018 tot 2021 tevens de president van Vietnam.

## Loopbaan
Tussen 2006 en 2011 was Nguyễn Phú Trọng voorzitter van de Nationale Vergadering, het parlement van Vietnam. Op 19 januari 2011, tijdens het 11e nationale congres van de CPV, werd hij verkozen tot secretaris-generaal van de Communistische Partij, als opvolger van Nông Đức Mạnh. Hij voerde een voorzichtig beleid ten opzichte van China, dat steeds massaler aanwezig is in de Zuid-Chinese Zee, en daarbij de Vietnamese vissersvloot hindert. In juli 2015 bezocht hij de Amerikaanse hoofdstad Washington, waar hij werd ontvangen door president Barack Obama.
In januari 2016, op het 12e nationale congres, werd hij uitgedaagd door Nguyễn Tấn Dũng, die een meer nationalistische en anti-Chinese koers bepleitte. Toch werd Trong herkozen voor een tweede termijn, en in januari 2021, op het 13e partijcongres, voor een derde termijn. Hij had de regel dat de secretaris-generaal slechts twee termijnen kon aanblijven gewijzigd, waardoor een derde termijn mogelijk werd. 
Hij had een belangrijk anti-corruptie programma waarbij partijgenoten, politiemensen, legerofficieren en ondernemers niet werden gespaard.
In oktober 2018 werd Nguyễn Phú Trọng door de Nationale Vergadering met bijna 100% van de stemmen verkozen tot president van Vietnam. Hiermee werd hij de officiële opvolger van de overleden president Trần Đại Quang. Hij bleef daarnaast partijleider, een in Vietnam sinds de dood van Hồ Chí Minh ongebruikelijke combinatie van functies. In april 2021 legde hij het presidentschap neer en werd op 5 april 2021 opgevolgd door premier Nguyễn Xuân Phúc.
Onder zijn leiding is de economie van Vietnam opener geworden en is het bruto binnenlands product per hoofd van de bevolking meer dan verdubbeld. Vietnam heeft een reeks vrijhandelsovereenkomsten gesloten met het Westerse landen en Aziatische buurlanden. In september 2023 ontving hij de Amerikaanse president Joe Biden, maar daarvoor had hij ook ontmoetingen met Vladimir Poetin en Xi Jinping.
Trọng overleed 19 juli 2024 om 13.38 uur in het Centraal Militair Hospitaal 108 op 80-jarige leeftijd.
- Bibliothèque nationale de France: cb135548448 (data)
- Gemeinsame Normdatei: 1124109587
- International Standard Name Identifier: 0000 0000 6655 6926
- Library of Congress Control Number: n96012744
- Système universitaire de documentation: 052482197
- Virtual International Authority File: 92762413
- WorldCat: E39PCjByvhV493prRdTB76XRgC